# Gara Azomureș
Gara Azomureș (deseori Târgu Mureș Sud) este o stație de cale ferată de tip haltă deschisă numai pentru traficul de călători, cu vânzător de bilete, care deservește zona industrială și comercială din partea sudică a municipiului Târgu Mureș, conglomerându-se în jurul combinatului de îngrășăminte azotoase.